# سنوسي هوساوي
سنوسي محمد هوساوي هو لاعب كرة قدم سعودي يلعب في نادي الاتفاق.
مثل نادي أحد في الفئات السنية و شارك معهم في دوري الدرجة الثانية في موسم 2014-2015 و صعد معهم إلى دوري الدرجة الأولى في نفس الموسم و انتقل إلى النادي الأهلي فئة الشباب مطلع عام 2016 و انتقل إلى نادي الجبلين في صيف 2018 و وقع مع نادي الاتفاق للانتقال له بداية من صيف 2020 .